# 拉欧特维尔
拉欧特维尔（法語：La Hauteville，法語發音：[la otvil]）是法国伊夫林省的一个市镇，属于芒特拉若利区。

## 地理
拉欧特维尔（48°42'17"N, 1°37'14"E）面积4.86 平方千米，位于法国法蘭西島大區伊夫林省，该省份为法国北部内陆省份，北起瓦兹河谷省，西接厄尔省，西南接厄尔-卢瓦省，东南接埃松省，东临上塞纳省。
与拉欧特维尔接壤的市镇（或旧市镇、城区）包括：阿丹维尔、拉布瓦西耶尔-埃科勒、格朗尚、勒塔特尔戈德朗。

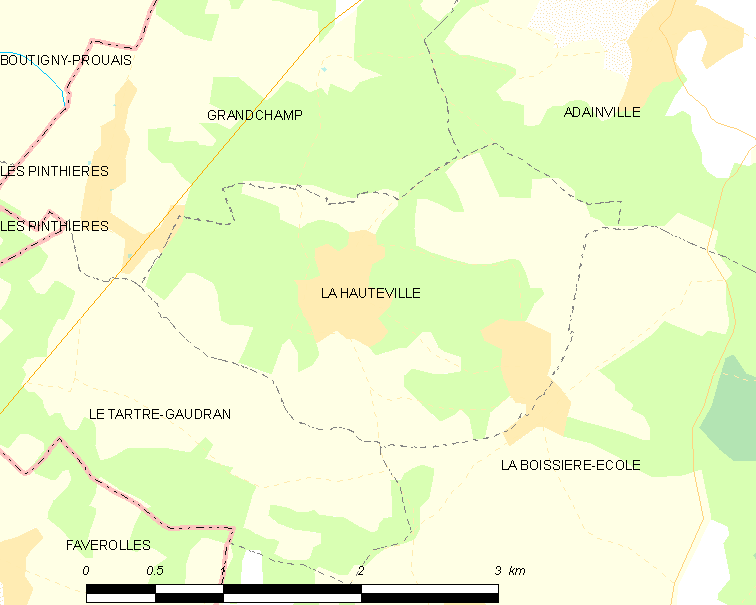
拉欧特维尔的OSM定位图

拉欧特维尔的时区为UTC+01:00、UTC+02:00（夏令时）。

## 行政
拉欧特维尔的邮政编码为78113，INSEE市镇编码为78302。

## 政治
拉欧特维尔所属的省级选区为塞纳河畔博尼耶尔县。

## 人口

1962-2008年间拉欧特维尔人口变化图示

拉欧特维尔于2022年1月1日时的人口数量为165人。